# Droga Wodna Świętego Wawrzyńca

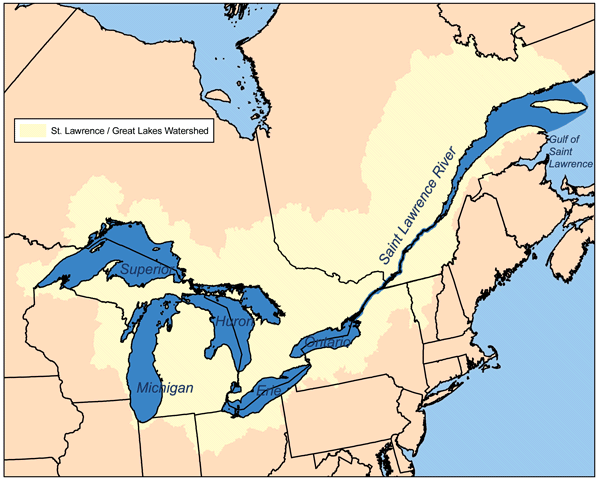
Droga Wodna Świętego Wawrzyńca

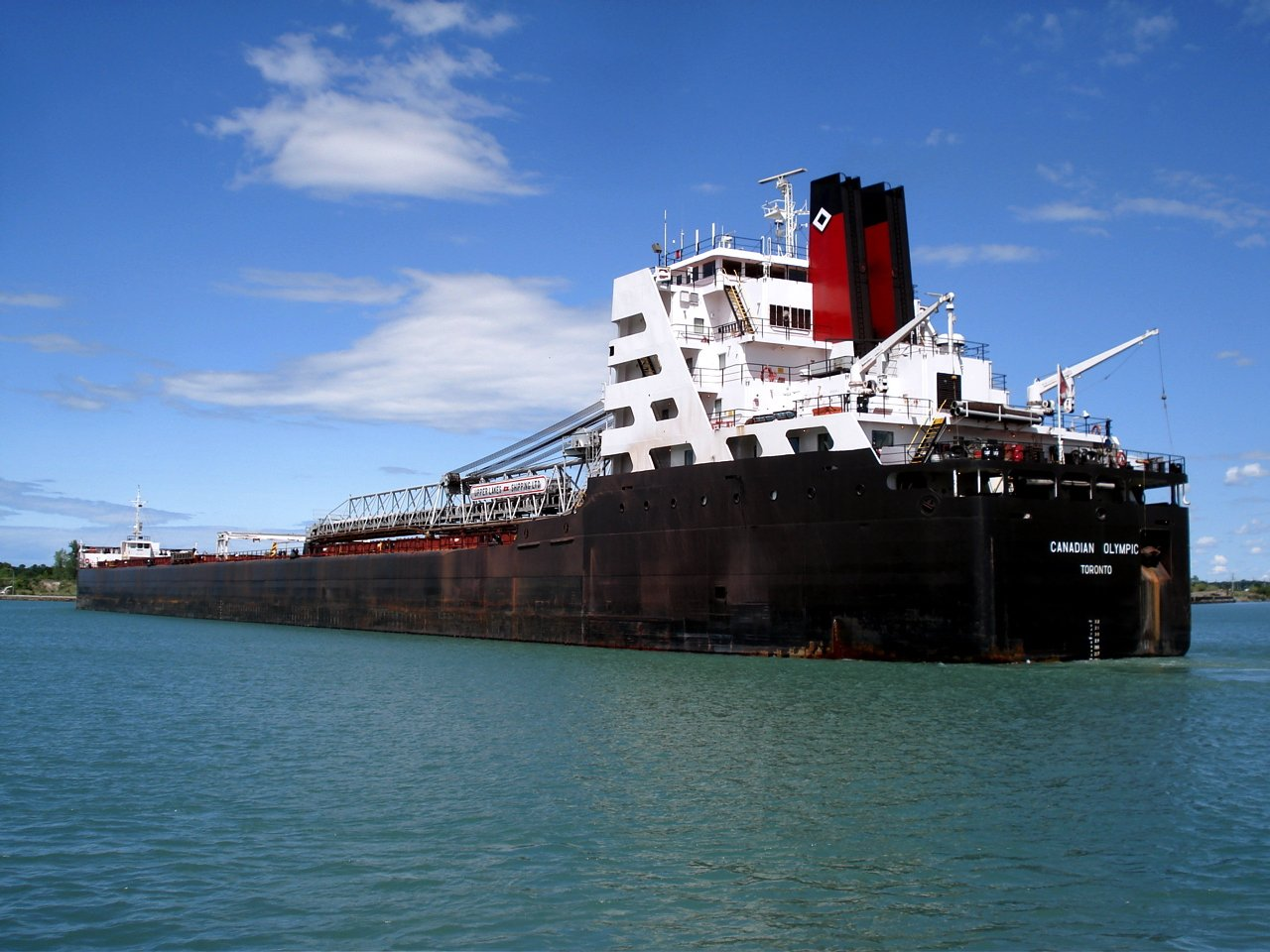
Statek Canadian Olympic na Kanale Welland

Droga Wodna Świętego Wawrzyńca (ang. Saint Lawrence Seaway, fr. Voie maritime du Saint-Laurent, także Droga Wodna Wielkich Jezior) – ważny śródlądowy szlak wodny w Kanadzie i w USA. Szlak daje statkom morskim możliwość dopłynięcia do wszystkich Wielkich Jezior z Atlantyku, przez Rzekę Świętego Wawrzyńca. Po szlaku pływa też wiele dużych statków przystosowanych tylko do żeglugi śródlądowej. 

## Dostępność szlaku
Odległość drogą wodną od wyspy Anticosti w ujściu Rzeki Świętego Wawrzyńca do najdalej na zachód wysuniętych wód Jeziora Górnego wynosi około 3762 km. Największe dopuszczalne wymiary statków zdolnych do przebycia całej tej trasy to:
- długość: 225,5 m
- szerokość: 23,2 m
- zanurzenie 8,1 m

Udostępnienie tego szlaku dla dużych statków wymagało budowy szeregu śluz i kanałów na Rzece Świętego Wawrzyńca i na niektórych połączeniach między poszczególnymi Wielkimi Jeziorami. Śluzy pozwalają omijać odcinki rzek niedostępne dla żeglugi (na przykład wodospad Niagara na rzece Niagara łączącej jeziora Erie i Ontario). Wiele odcinków rzek wymagało także pogłębienia.
Śluzy:
- 7 na odcinku Montreal-jezioro Ontario, wzdłuż Rzeki Świętego Wawrzyńca
- 8 na Kanale Wellandzkim między jeziorami Ontario i Erie
- 4 na rzece St. Marys między jeziorem Jeziorem Górnym i jeziorem Huron

Kanały:
- 6 krótkich kanałów o łącznej długości około 100 km, pierwsze cztery wzdłuż Rzeki Świętego Wawrzyńca
- kanał Lachine: (dwie śluzy - Saint-Lambert i Côte-Sainte-Catherine) 14 mil morskich od portu Montreal do jeziora Saint-Louis, łączna różnica poziomów 13,7 m.
- kanał Beauharnois: (dwie śluzy) 11,3 mil morskich; łączy jezioro Saint-Louis z jeziorem Saint-François, łączna różnica poziomów 25 m.
- kanał Wiley-Dondero: (dwie amerykańskie śluzy - Snell i Eisenhower) 8 mil morskich, łączna różnica poziomów 26 m.
- kanał Iroquois: (1 śluza) 0,3 mil morskich, obok zapory kontrolnej Iroquois.
- Kanał Wellandzki: (osiem śluz) 23.5 mil morskich; łączy jezioro Ontario z jeziorem Erie, łączna różnica poziomów 99,4 m.
- kanał Soo Locks: (cztery podwójne śluzy w Sault Ste. Marie) łączy jezioro Huron z Jeziorem Górnym, różnica poziomów około 7 m.

## Historia
Pierwsze kanały ułatwiające żeglugę na Rzece Św. Wawrzyńca powstały już w 1783. Do 1900 powstał kompletny system płytkich kanałów, który umożliwiał małym statkom pływanie po całym akwenie Wielkich Jezior i Rzeki Św. Wawrzyńca. Między 1912 i 1932 kanał Wellandzki został przebudowany do dzisiejszych rozmiarów tak by mógł przepuszczać wielkie statki. USA ociągały się z wyrażeniem zgody na zbudowanie szlaku wodnego wzdłuż granicznej Rzeki Św. Wawrzyńca aż Kanada zagroziła w 1951, że sama zbuduje drogę wodną tylko na swoim własnym terytorium. Budowa rozpoczęła się w 1954 i zakończyła w 1959. W ceremonii oficjalnego otwarcia 26 czerwca 1959 wzięli udział prezydent USA Dwight Eisenhower, premier Kanady John Diefenbaker i królowa brytyjska Elżbieta II.
Drogą tą pływały również statki pod polską banderą. Przed wojną był to niewielki parowiec "Warta", a po roku 1968 jego śladem poszło sześć – zbudowanych przez stocznię w Szczecinie – tzw. jeziorowców. Miały charakterystyczne, wygięte ku tyłowi, kominy, a cała seria otrzymała nazwy polskich miast zaczynających się na literę "z". Były to "Zakopane", "Zamość", "Zabrze", "Zambrów", "Zawiercie" i "Zawichost". W roku 1971 "Zawiercie" zawinęło, jako pierwsze, do Montrealu i Toronto, a kolejne pływały przez wiele lat do Detroit i Chicago.